# Trevor Goddard
Trevor Goddard, született Trevor Joseph Goddard (London, 1963. október 14. – Los Angeles, 2003. június 7.), ausztrál-angol színész. 
Legismertebb szerepe Kano a Mortal Kombat (1995) című filmben és Mic Brumby parancsnokhelyettes a JAG – Becsületbeli ügyek című televíziós sorozatban.

## Élete
1962-ben született a londoni Croydonban, Angliában. 1977-től kezdődően több kevésbé ismert, amatőr punkzenekarban (The Belsen Horrors, The Vamp) dobolt és énekelt. 
1995 előtt számos televíziós sorozatban tűnt fel kisebb szerepekben. Ugyanebben az évben Goddard játszotta Kano-t a Mortal Kombat filmadaptációjában. Kano alakítása lett a karakter fejlődésének forrása a videojátékokban. A filmbeli akcentusát azonban tévesen ausztrálnak értelmezték, ami ahhoz vezetett, hogy a játék későbbi részeiben Kano ausztrálként szerepelt. Goddard részében ausztrál származású, ezért gyakran játszott ausztrál karaktereket. Pályafutása során olyan filmekben kapott szerepet, mint a Dzsungelháború, vagy a Tolvajtempó. Televíziós sorozatokban is kapott kisebb-nagyobb szerepeket, például a JAG – Becsületbeli ügyekben. Utolsó mozifilmje A Karib-tenger kalózai: A Fekete Gyöngy átka.

## Halála
2003. június 7-én Goddardot holtan találták Los Angeles-i otthonában, Észak-Hollywoodban. Az első jelentések szerint Goddard válófélben volt, és sokan öngyilkosságra gyanakodtak. A boncolás később kimutatta, hogy Goddard heroin, kokain, temazepam és vicodin véletlen túladagolásában halt meg.

## Filmográfia

### Film
| Év   | Cím                                                                                                 | Szerep                   | Megjegyzés/Magyar hang                                          |
| ---- | --------------------------------------------------------------------------------------------------- | ------------------------ | --------------------------------------------------------------- |
| 1992 | Inside Out                                                                                          |                          | Videófilm                                                       |
| 1994 | Dzsungelháború Men of War                                                                           | Keefer                   | 1. szinkron: Haás Vander Péter 2. szinkron: Kálloy Molnár Péter |
| 1995 | Mortal Kombat                                                                                       | Kano                     | Németh Gábor                                                    |
| 1995 | Illegal in Blue                                                                                     | Mickey Fuller            | Videófilm                                                       |
| 1995 | Piszkos fonák The Break                                                                             | Nails                    |                                                                 |
| 1996 | Talált pénz Fast Money                                                                              | Regy                     | Felföldi László                                                 |
| 1996 | A jaguár bosszúja Prey of the Jaguar                                                                | Damian Bandera           | Videófilm, Csuha Lajos                                          |
| 1997 | Húzd a csíkot! Dead Tides                                                                           | Scott                    | Both András                                                     |
| 1997 | First Encounter                                                                                     |                          |                                                                 |
| 1998 | Kísértethajó Deep Rising                                                                            | T. Ray Jones             | Zágoni Zsolt                                                    |
| 1998 | Minden csak a szex Some Girl                                                                        | Ravi                     |                                                                 |
| 1999 | Hozd a sámlit! She's Too Tall                                                                       | Warner                   | Selmeczi Roland                                                 |
| 1999 | Gut Feeling                                                                                         |                          |                                                                 |
| 2000 | Tolvajtempó Gone in 60 Seconds                                                                      | Don, Calitri embere      |                                                                 |
| 2001 | Dead Man's Run                                                                                      | Jason                    |                                                                 |
| 2002 | Hollywood Vampyr                                                                                    | Blood                    |                                                                 |
| 2002 | Torture TV                                                                                          | Trevor "Dogger" McDougan |                                                                 |
| 2003 | A Karib-tenger kalózai: A Fekete Gyöngy átka Pirates of the Caribbean: The Curse of the Black Pearl | Grapple                  | Sótonyi Gábor                                                   |
| 2010 | Flexing with Monty                                                                                  | Monty                    | Videófilm, (utolsó filmszerepe, posztumusz megjelenés)          |

### TV
| Év        | Cím                                        | Szerep                         | Megjegyzés/Magyar hang                                         |
| --------- | ------------------------------------------ | ------------------------------ | -------------------------------------------------------------- |
| 1989      | Tour of Duty                               | Williams                       | 1 részben                                                      |
| 1990      | Ármány és szenvedély Days of Our Lives     | Ausztrál gengszter             | 1 részben                                                      |
| 1992      | Dark Justice                               | Travis                         |                                                                |
| 1992      | Mókás hekus The Commish                    | Ozzy Van Spyk                  | 2 részben                                                      |
| 1992–1994 | Drága testek Silk Stalkings                | Steiner/Oscar LeMay            | 2 részben                                                      |
| 1992–1995 | A fejvadász Renegade                       | Digger Macy/Ty Waitly          | 2 részben                                                      |
| 1993      | Murphy Brown                               | Colin                          | 1 részben                                                      |
| 1993      | Down the Shore                             | Stench                         | 1 részben                                                      |
| 1993      | Baywatch                                   | Wiley Brown                    | 1 részben                                                      |
| 1993      | Empty Nest                                 | Joe                            | 1 részben                                                      |
| 1996      | Gyilkos sorok Murder, She Wrote            | Boyd Hendrix                   | 1 részben                                                      |
| 1996      | Neve: Senki Nowhere Man                    | Mackie                         | 1 részben                                                      |
| 1996      | Célpont a múltban Yesterday's Target       | Riggs-ügynök                   | TV-film, Incze József                                          |
| 1997      | Ördögök szigete Assault on Devil's Island  | Fraker                         | TV-film, 1. szinkron: Gesztesi Károly 2. szinkron: Damu Roland |
| 1998      | Babylon 5                                  | Trace                          | 1 részben                                                      |
| 1998      | X-akták The X-Files                        | Brit katona                    | 1 részben                                                      |
| 1998      | Legion                                     | Cutter                         | TV-film                                                        |
| 1998–2001 | JAG – Becsületbeli ügyek JAG               | Mic Brumby parancsnokhelyettes | 42 részben                                                     |
| 2000      | Országutak őrangyala 18 Wheels of Justice  | Paul Stocker                   | 1 részben                                                      |
| 2001      | Billie kontra Bobby When Billie Beat Bobby | Barry Court                    | TV-film                                                        |
| 2002      | Rendez-View                                |                                | 1 részben                                                      |

## Fordítás
- Ez a szócikk részben vagy egészben  a   Trevor Goddard című angol Wikipédia-szócikk fordításán alapul.  Az eredeti cikk szerkesztőit annak laptörténete sorolja fel. Ez a jelzés csupán a megfogalmazás eredetét és a szerzői jogokat jelzi, nem szolgál a cikkben szereplő információk forrásmegjelöléseként.